# テラGオファンタジー
テラGオファンタジー（テラジーオファンタジー）は、スクウェア・エニックス発行の漫画雑誌『月刊Gファンタジー』の公式インターネットラジオ番組。アニメイトTVとガンガンモバイルにて毎月18日、27日に配信が行われていた。旧名「週刊ラGオファンタジー 〜寺島拓篤の宣伝会議」（～第51回）。

## 概要
寺島拓篤が、在拓部員とともに、『月刊Gファンタジー』のプロモーションを行い、その魅力を伝えるラジオ番組。
2008年9月11日にプレ放送（ガイダンスと称した第0回）が配信され、翌週9月18日から本放送の配信開始。
アニメイトTV配信で『月刊Gファンタジー』に関連した番組として、『斎藤千和・無責任編集 〜週刊うらGおふぁんたじー』も存在した（但し、こちらと違い非公式。2009年10月に終了）。
第52回からリニューアルされ、名称が「テラGオファンタジー」に変更された。また、週1回配信から月2回配信となり、月刊Gファンタジーの発売日である18日にマガジンサイドとして、Gファンコミックスの発売日である27日にコミックスサイドとして配信される。また、毎月マンスリーゲストが登場する。
リニューアル前の番組「週刊ラGオファンタジー 〜寺島拓篤の宣伝会議」は、2009年11月27日までで配信終了。

## パーソナリティー
- 宣伝部長：寺島拓篤
- 宣伝副部長：豊永利行

### ゲスト
単発ゲスト
- 第6回：梶裕貴（『黒執事』フィニアン 役）
- 第14回：岡本信彦（『隠の王』目黒俄雨 役）
- 第25回：皆川純子（『PandoraHearts』オズ=ベザリウス 役）

マンスリー宣伝部員
- 2009年10月：水島大宙
- 2009年11月：豊永利行（『デュラララ!!』竜ヶ峰帝人 役）
- 2009年12月：斎藤千和（『ぱにぽに』レベッカ宮本 役）
- 2010年1月：安元洋貴（『黒執事』アグニ 役）
- 2010年2月：梶裕貴（『デュラララ!!』遊馬崎ウォーカー 役、『黒執事』フィニアン 役）
- 2010年3月：立花慎之介（ドラマCD『キューティクル探偵因幡』野崎圭 役）
- 2010年4月：岡本信彦（ドラマCD『鳥籠学級』子日一 役）
- 2010年5月：名塚佳織（『名塚佳織と吉野裕行のガンガンいこうぜ!』パーソナリティ）
- 2010年6月：平川大輔（ドラマCD『DAISUKE!』黒川ダイスケ 役）
- 2010年7月：竹内順子（ドラマCD『停電少女と羽蟲のオーケストラ』ネム 役）
- 2010年8月：間島淳司
- 2010年9月：前野智昭（ドラマCD『10-4』伍代七緒 役）
- 2010年10月：水島大宙
- 2010年11月：椎橋和義
- 2010年12月：松岡由貴（ドラマCD『キューティクル探偵因幡』ノア 役）
- 2011年1月：金元寿子
- 2011年2月：立花慎之介
- 2011年3月：浅沼晋太郎
- 2011年4月：竹内良太（ゲーム『El Shaddai-エルシャダイ-』ルシフェル 役）
- 2011年5月：鈴村健一（ゲーム『TOKYOヤマノテBOYS』二之宮悠斗 役）
- 2011年6月：竹内順子（ドラマCD『停電少女と羽蟲のオーケストラ』ネム 役）
- 2011年7月：三浦祥朗（ゲーム『TOKYOヤマノテBOYS』プレジデント 役）
- 2011年8月：豊永利行（アニメ『君と僕。』松岡春 役）
- 2011年9月：小野友樹（アニメ『君と僕。』塚原要 役）
- 2011年10月：竹内良太（ゲーム『El Shaddai-エルシャダイ-』ルシフェル 役）

## コーナー
Gファンレター
ふつおたのコーナー。在宅部員から送られてきた意見をもとにフリートークを行う。
Gファンく
Gファン関連のお題に対して、宣伝文句になりうるファンキーな俳句を考えるコーナー。
ピックアップ担当室
『月刊Gファンタジー』連載作品の特集を組み、あわよくば、寺島自身がその作品に出演できれば…というコーナー。
Gクレットトーク
リニューアル前にあったコーナーの「てらSNS」がリニューアルしたもので、Gファンの裏話や編集部員による潜入レポートなどを届ける。
G-POP
編集部や作家のオファーを受け、それらのオファーに対する在宅部員からアイディアを募集し、キャッチコピーやデザインを考えていくコーナー。
コマーシャル企画室
連載中の漫画を用いた企画やジングル製作をし、編集部や作家から許認可されるものを作っていくコーナー。
ラGチョイス
Gファン読者投稿ページの新コーナー「Gチョイス」との連動企画。
メガネ執事の部屋
番組オリジナルグッズやDJCDで活躍予定のオリジナルキャラ「メガネ執事」を在宅部員と共に作っていくコーナー。
メガネ○○の部屋
寺島が演じるメガネキャラとゲストが演じるキャラの台詞やショートストーリーを在宅部員から募集し、番組オリジナルドラマをオムニバスで作るコーナー。
まちゅぴちゅ!
立花慎之介がゲストで登場した際に思いつきから生まれた擬人化企画。桃山ひなせ、氷川へきるがキャラクター案を描いた。また、毎回ゲストと共にミニドラマを演じている。
キャッGコピー会議
Gファングッズのキャッチコピーを考えるコーナー。
達Gん寺島の攻略指南!
ギャルゲーの達人・寺島がゲストと共にGファンタジーのキャラクターを攻略する方法を教えるコーナー。

### 終了したコーナー
てらサーチ
ふつおたのコーナー。在宅部員から送られてきた意見をもとにフリートークを行う。
てらキャッチ
ふつおたのコーナー。『月刊Gファンタジー』に連載作品に出演している声優の協力を得て、番組で商品を開発していく。
てらSNS
寺島を介して、編集部や作家、在宅部員それぞれの疑問や質問を解決していくコーナー。

## 配信リスト

### リニューアル前
| 回数   | 配信日         | サブタイトル                                              |
| ------ | -------------- | --------------------------------------------------------- |
| 第0回  | 2008年9月11日  | 始まる、音のGファンタジー                                 |
| 第1回  | 2008年9月18日  | 新入部員、寺島拓篤です!                                   |
| 第2回  | 2008年9月25日  | てらしー? たっくん? おい、寺島!?                          |
| 第3回  | 2008年10月2日  | メガネ女子を愛するメガネ男子                              |
| 第4回  | 2008年10月9日  | いよいよ本格始動して来ました                              |
| 第5回  | 2008年10月16日 | プレゼント&重要なお仕事オファー! 本誌連動企画始まります!  |
| 第6回  | 2008年10月23日 | 業界一、梶くんを好きな男                                  |
| 第7回  | 2008年10月30日 | ともに遊ぼう、部員よ!                                     |
| 第8回  | 2008年11月5日  | "本誌読者アンケート"の結果を検証しよう!                   |
| 第9回  | 2008年11月13日 | プロが教える、マンガのアイデア出しのヒント                |
| 第10回 | 2008年11月20日 | DSソフトプレゼント当選者＆単行本キャッチコピー優秀作発表! |
| 第11回 | 2008年11月27日 | 公録…いや、公開会議!?                                     |
| 第12回 | 2008年12月4日  | ツンデレとは｢ツン●×%・デレ◆☆%｣が理想なのか?               |
| 第13回 | 2008年12月11日 | 宣伝部寺島、社内恋愛の予感!?                              |
| 第14回 | 2008年12月18日 | 灰狼衆からいらっしゃいました                              |
| 第15回 | 2008年12月25日 | 今宵はブラッククリスマス                                  |
| 第16回 | 2009年1月8日   | 宣伝部員、はりきって仕事始め                              |
| 第17回 | 2009年1月15日  | テラシマ マンガニナッチャッタ                             |
| 第18回 | 2009年1月22日  | その部員、優等 （自称）                                   |
| 第19回 | 2009年1月29日  | カレイなる75%男                                           |
| 第20回 | 2009年2月5日   | Gファンナビゲートシステム『てらナビ』誕生!?               |
| 第21回 | 2009年2月12日  | wow!miko yawa～                                           |
| 第22回 | 2009年2月19日  | マンガ読みすぎたっていいじゃないか!                       |
| 第23回 | 2009年2月26日  | 部品組み立てまでボクがやるんですかっ!?                    |
| 第24回 | 2009年3月5日   | てらなび完成!!!                                           |
| 第25回 | 2009年3月12日  | 惚れんなよ!!                                              |
| 第26回 | 2009年3月19日  | 見た目にすごく期待される男                                |
| 第27回 | 2009年3月26日  | 再会物語                                                  |
| 第28回 | 2009年4月2日   | 文字通り、七色の声を操る男（!?）                          |
| 第29回 | 2009年4月9日   | トイレは綺麗に使おうぜ!                                   |
| 第30回 | 2009年4月16日  | フレッシュ!フレッシュ!                                    |
| 第31回 | 2009年4月23日  | 画面の中では高校生!                                       |
| 第32回 | 2009年4月30日  | 我輩の手にかかればこれぐらい当然ですニャ…                 |
| 第33回 | 2009年5月14日  | 五月病なんてふっとばせ!!                                  |
| 第34回 | 2009年5月21日  | 白と水色                                                  |
| 第35回 | 2009年5月28日  | サラダ油のサラダって…?                                    |
| 第36回 | 2009年6月4日   | 実用品ですから…                                           |
| 第37回 | 2009年6月11日  | 思いやりが大切です                                        |
| 第38回 | 2009年6月18日  | スイカは鼻から飲めないよ!?                                |
| 第39回 | 2009年6月25日  | 寺島先輩、男らしいです!!                                  |
| 第40回 | 2008年7月2日   | ちゃんと押せ、「開く」ボタン!!                            |
| 第41回 | 2008年7月9日   | 2.5次元の存在……                                           |
| 第42回 | 2009年7月16日  | 気持ちさえあれば勇者になれる?                             |
| 第43回 | 2009年7月23日  | 羞恥心!!                                                  |
| 第44回 | 2009年7月30日  | 番組性の違い…                                             |
| 第45回 | 2009年8月6日   | 好きなものは好きだッ!!                                    |
| 第46回 | 2009年8月13日  | イラストレーター寺島                                      |
| 第47回 | 2009年8月20日  | 別アプローチの2.5次元…                                    |
| 第48回 | 2009年8月27日  | セミ"デブキャラ"説                                        |
| 第49回 | 2009年9月10日  | 祝・一周年!!                                              |
| 第50回 | 2009年9月17日  | …よう食うへんわ～                                         |
| 第51回 | 2009年9月24日  | 日本が世界に誇れるモノ…                                   |

### マガジンサイド
| 回数   | 配信日         | サブタイトル                              |
| ------ | -------------- | ----------------------------------------- |
| 第1回  | 2009年10月15日 | 祝・部長昇進!!                            |
| 第2回  | 2009年11月18日 | 宮●君じゃなくて…ホントごめんね!           |
| 第3回  | 2009年12月18日 | 結婚しようよ                              |
| 第4回  | 2010年1月18日  | 宣伝部長、仕事始め                        |
| 第5回  | 2010年2月18日  | 2度目の男…                                |
| 第6回  | 2010年3月18日  | 宣伝部長 VS 城主様                        |
| 第7回  | 2010年4月16日  | スイーツ王子再び…                         |
| 第8回  | 2010年5月18日  | 体育座りが似合う男!?                      |
| 第9回  | 2010年6月18日  | てらしー部長、ダイスケ代表招集を視野に…!? |
| 第10回 | 2010年7月16日  | 大好きなてらしまくんにおくる…(笑)         |
| 第11回 | 2010年8月18日  | 鶏がらスープはマジ万能!!                  |
| 第12回 | 2010年9月17日  | "ギリメン"営業マン                        |
| 第13回 | 2010年10月18日 | 再会…                                     |
| 第14回 | 2010年11月18日 | こ、恋人みたいに言うんじゃねぇよ…(照)     |
| 第15回 | 2010年12月17日 | 関西人って知らない人が意外と多くて……      |
| 第16回 | 2011年1月18日  | 一姫二太郎三なすび…?                      |
| 第17回 | 2011年2月18日  | スーパーサディスティックドクター(笑)      |
| 第18回 | 2011年3月22日  | 男子ぱんつ                                |
| 第19回 | 2011年4月18日  | ギャップって大事かな。って思って          |
| 第20回 | 2011年5月18日  | 某市長で声優係長な宣伝部員                |
| 第21回 | 2011年6月17日  | 利き肉するか!? …間違ったら自腹ね(笑)      |
| 第22回 | 2011年7月19日  | もっと持ち上げてくれ!!                    |
| 第23回 | 2011年8月18日  | なんか地理が???な人                       |
| 第24回 | 2011年9月17日  | パンだけに…ユウキだけに…(苦笑)            |
| 第25回 | 2011年10月18日 | めっちゃ安いわ! 割引だわ!!                |
| 第26回 | 2011年11月18日 | マジで、ちょっと!? てら……え、部長ッ!!     |
| 第27回 | 2011年12月17日 | 素敵な一日にしてください…Fuuuuu～～♪      |

### コミックスサイド
| 回数   | 配信日         | サブタイトル                    |
| ------ | -------------- | ------------------------------- |
| 第1回  | 2009年10月27日 | 腐海に入れちゃう感じ…           |
| 第2回  | 2009年11月27日 | この人、新しいな…               |
| 第3回  | 2009年12月25日 | しまパン検証報告!?              |
| 第4回  | 2010年1月27日  | 前のめりな男達…                 |
| 第5回  | 2010年2月26日  | カGオファンタジー               |
| 第6回  | 2010年3月26日  | まちゅ☆ぴちゅ!                  |
| 第7回  | 2010年4月27日  | キャラソン聴きたい…             |
| 第8回  | 2010年5月27日  | 上り階段が…                     |
| 第9回  | 2010年6月25日  | …もう、してもいいんです!        |
| 第10回 | 2010年7月27日  | 食レポが出来ない2人…(涙)        |
| 第11回 | 2010年8月27日  | "ボディ"と"バディ"にならないと… |
| 第12回 | 2010年9月27日  | "アキ"といえば……                |
| 第13回 | 2010年10月27日 | お祭り野郎かッ!!                |
| 第14回 | 2010年11月26日 | おなかがなっちゃった(笑)        |
| 第15回 | 2010年12月27日 | ヨーグルトに浮気しそう…         |
| 第16回 | 2011年1月27日  | 実は……の読者でした              |
| 第17回 | 2011年2月25日  | 芸名作ろうぜ…                   |
| 第18回 | 2011年3月25日  | ……何、オロドき屋さん!?          |
| 第19回 | 2011年4月27日  | お客さんに気取られるな、どうぞ  |
| 第20回 | 2011年5月27日  | グレコローマンスタイル…         |
| 第21回 | 2011年6月27日  | とりあえず悪気はございません。  |
| 第22回 | 2011年7月27日  | バスケ(っぽいもの)がしたいです… |
| 第23回 | 2011年8月26日  | バナナナ!!                      |
| 第24回 | 2011年9月27日  | …油断は禁物です!!               |
| 第25回 | 2011年10月27日 | カレーは飲み物じゃないッ!!      |
| 第26回 | 2011年11月25日 | ……帰れ～～!!!                   |
| 第27回 | 2011年12月27日 | お疲れさまでした!!              |